# Carrarese Calcio 1908 2004-2005
Questa pagina raccoglie le informazioni riguardanti la Carrarese Calcio 1908 nelle competizioni ufficiali della stagione 2004-2005.

## Rosa
| N. |                   | Ruolo | Calciatore        |
| -- | ----------------- | ----- | ----------------- |
|    | Italia (bandiera) | A     | Salvatore Aurelio |
|    | Italia (bandiera) | A     | Rossi Vincenzo    |
|    | Italia (bandiera) | A     | Giacomo Banchelli |
|    | Italia (bandiera) | D     | Matteo Bonatti    |
|    | Spagna (bandiera) | P     | Nicolás Bremec    |
|    | Italia (bandiera) | D     | Alfonso Caruso    |
|    | Italia (bandiera) | D     | Domenico Citro    |
|    | Italia (bandiera) | A     | Luca D'Ambrosio   |
|    | Italia (bandiera) | D     | Mirco Di Fiandra  |
|    | Italia (bandiera) | D     | Imerio Gallina    |
|    | Italia (bandiera) | A     | Marco Ghizzani    |
|    | Italia (bandiera) | C     | Vincenzo Niola    |

| N. |                   | Ruolo | Calciatore          |
| -- | ----------------- | ----- | ------------------- |
|    | Italia (bandiera) | C     | Marcello Koffi Teja |
|    | Italia (bandiera) | A     | Fabio Lorenzini     |
|    | Italia (bandiera) | C     | Francesco Lovatin   |
|    | Italia (bandiera) | D     | Davide Mandorlini   |
|    | Italia (bandiera) | A     | Alessio Menconi     |
|    | Italia (bandiera) | C     | Nicola Milano       |
|    | Italia (bandiera) | A     | Alessio Mordagà     |
|    | Italia (bandiera) | A     | Marco Nappi         |
|    | Italia (bandiera) | C     | Matteo Pero Nullo   |
|    | Italia (bandiera) | C     | Luigi Rinadi        |
|    | Italia (bandiera) | C     | Andrea Tagliaferri  |
|    | Italia (bandiera) | C     | Stefano Turi        |